# Ghosts (album, Strawbs)
Ghosts je studiové album od anglické skupiny Strawbs.

## Seznam stop

### Strana 1
1. "Ghosts" (Dave Cousins) – 8:31
"Sweet Dreams"
"Night Light"
"Guardian Angel"
"Night Light"
2. "Lemon Pie" (Cousins) – 4:03
3. "Starshine/Angel Wine" (Chas Cronk) – 5:15
4. "Where Do You Go (When You Need a Hole to Crawl In)" (Cousins) – 3:02

### Strana 2
1. "The Life Auction" – 6:52
"Impressions of Southall from the Train" (Cousins, John Hawken)
"The Auction" (Cousins, Dave Lambert)
2. "Don't Try to Change Me" (Lambert) – 4:28
3. "Remembering" (Hawken) – 0:54
4. "You and I (When We Were Young)" (Cousins) – 4:04
5. "Grace Darling" (Cousins) – 3:55

### Bonus
Následující stopa nebyla na původním vinylovém vydání a byla přidána jako bonus na remasterovaném CD od A&M.
1. "Changes Arrange Us" (Rod Coombes) – 3:55

Na tomto bonusu hraje na kytaru a sólově zpívá Rod Coombes.

## Obsazení
- Dave Cousins – zpěv, sborový zpěv, akustická kytara, elektrická kytara
- Dave Lambert – zpěv, sborový zpěv, akustická kytara, elektrická kytara
- John Hawken – varhany, piano, elektrické piano, mellotron, syntetizér
- Chas Cronk – sborový zpěv, baskytara, syntetizér
- Rod Coombes – sborový zpěv, bicí, perkusy

a
- Claire Deniz – cello na "Midnight Sun"

## Nahrávání
- Tom Allom – producent a záznamový inženýr

Nahráno v Manor Studio, Kidlington, Oxfordshire; Sound Techniques, Londýn; TPA, Londýn a kapli Charterhouse School, Godalming, Surrey

## Historie vydání
| Region             | Datum | Značka | Formát      | Katalog    | Poznámka                 |
| ------------------ | ----- | ------ | ----------- | ---------- | ------------------------ |
| Spojené království | 1975  | A&M    | stereo LP   | AMLH 68277 |                          |
| Spojené státy      | 1975  | A&M    | stereo LP   | SP 4506    |                          |
| Kanada             | 1975  | A&M    | stereo LP   | SP 4544    |                          |
| Německo            | 1975  | A&M    | stereo LP   | 88564      |                          |
| Spojené království | 1975  | A&M    | audiokazeta | CAM 68277  |                          |
|                    | 1998  | Si-Wan | CD          | SRMC 0085  |                          |
|                    | 1998  | A&M    | CD          | 540 937-2  | Remasterováno s bonusem. |